# Reprezentacja Zambii w piłce nożnej mężczyzn
Reprezentacja Zambii – kadra Zambii w piłce nożnej mężczyzn. W 2012 roku zdobyła Mistrzostwo Afryki, ale jest jedyną drużyną która dokonała tego po 1972 roku, a nie zadebiutowała jeszcze na Mistrzostwach świata.

## Historia
Największe sukcesy odnosiła na początku lat 90. Od 1990 do 1996 roku trzykrotnie stawała na podium w rozgrywkach o Puchar Narodów Afryki – dwa razy zajęła trzecie miejsce, a raz – w 1994 roku – drugie, po porażce w finale z Nigerią. Zambijczycy powtórzyli tym samym wynik sprzed dwudziestu laty, kiedy także w najważniejszym spotkaniu imprezy ulegli Zairowi.
Reprezentacja Zambii brała także udział w rozgrywkach Pucharu CECAFA (19 występów) dwukrotnie zdobywając pierwsze miejsce (1984 i 1991).
Drużyna Zambii uczestniczyła w jednej z największych tragedii w historii sportu – w kwietniu 1993 roku samolot z piłkarzami reprezentacji, lecącymi na mecz eliminacji do mistrzostw świata z Senegalem, rozbił się u wybrzeży Gabonu. Zginęło wówczas osiemnastu zawodników, trener oraz przedstawiciele Zambijskiej Federacji Piłki Nożnej.
Kilka miesięcy później drużyna Chipolopolo była o krok od pierwszego w historii awansu do Mundialu. Przed ostatnim meczem kwalifikacji zajmowała pierwsze miejsce w swojej grupie. Jednak porażka 0:1 z Marokiem sprawiła, że do Stanów Zjednoczonych pojechały właśnie Lwy Atlasu.
1 kwietnia 2006 roku z funkcji selekcjonera reprezentacji Zambii zrezygnował pracujący od prawie trzech lat Kalusha Bwalya, najbardziej znany zambijski piłkarz, rekordzista pod względem liczby występów i strzelonych goli w drużynie narodowej. Jego następcą został, po raz drugi w karierze, Patrick Phiri. Od października 2011 roku przez dwa lata drużynę po raz drugi w swej karierze trenował Hervé Renard. Po nim zambijską kadrę prowadzili kolejno Patrice Beaumelle, Honour Janza, oraz George Lwandamina. Obecnym selekcjonerem kadry Zambii jest Wedson Nyirenda.
Reprezentacja Zambii zajmuje obecnie 21. miejsce na czarnym kontynencie (18 maja 2011).
12 lutego 2012 zdobyła Puchar Narodów Afryki, pokonując w finale reprezentację Wybrzeża Kości Słoniowej. 

## Udział wMistrzostwach Świata
- 1930 – 1966 – Nie brała udziału (była brytyjskim protektoratem)
- 1970 – 2022 – Nie zakwalifikowała się

## Udział wPucharze Narodów Afryki
- 1957 – 1963 – Nie brała udziału (była brytyjskim protektoratem)
- 1965 – 1968 – Nie brała udziału
- 1970 – 1972 – Nie zakwalifikowała się
- 1974 – II miejsce
- 1976 – Nie zakwalifikowała się
- 1978 – Faza grupowa
- 1980 – Nie zakwalifikowała się
- 1982 – III miejsce
- 1984 – Nie zakwalifikowała się
- 1986 – Faza grupowa
- 1988 – Wycofała się z eliminacji
- 1990 – III miejsce
- 1992 – Ćwierćfinał
- 1994 – II miejsce
- 1996 – III miejsce
- 1998 – Faza grupowa
- 2000 – Faza grupowa
- 2002 – Faza grupowa
- 2004 – Nie zakwalifikowała się
- 2006 – Faza grupowa
- 2008 – Faza grupowa
- 2010 – Ćwierćfinał
- 2012 – Mistrzostwo
- 2013 – Faza grupowa
- 2015 – Faza grupowa
- 2017–2021 – Nie zakwalifikowała się
- 2023 – Faza grupowa

## Katastrofa lotnicza w Gabonie
Ogromna tragedia spotkała reprezentację Zambii, kiedy wojskowy samolot (Zambian Air Force Buffalo DHC-5D, reg: AF-319) wiozący drużynę do Senegalu na mecz kwalifikacji do Mistrzostw świata w 1994 roku rozbił się późnym wieczorem 27 kwietnia 1993 roku. Podróż wymagała trzech międzylądowań przeznaczonych na zatankowanie samolotu i już podczas pierwszego z nich w Kongo zauważono problemy z silnikiem. Mimo tego, lot kontynuowano i kilka minut po starcie z drugiego postoju w Libreville jeden z silników zapalił się i przestał działać. Pilot, który był zmęczony odbytą wcześniej tego dnia podróżą z Mauritiusa, wyłączył nieodpowiedni silnik powodując spadek całej mocy samolotu podczas wznoszenia się z lotniska w Libreville, co spowodowało, że samolot runął do wody 500 metrów od brzegu.
Nikt z 30 pasażerów i załogi, włącznie z 18 piłkarzami, a także selekcjonerem i sztabem szkoleniowym, nie przeżył wypadku. Kapitan i późniejszy selekcjoner Chipolopolo, Kalusha Bwalya, nie brał udziału w feralnym locie ponieważ przebywał w tym czasie w Holandii grając w PSV Eindhoven i próbował dostać się do Senegalu na własną rękę, by wziąć udział w meczu kwalifikacji. Oprócz niego, także Charly Musonda, wtedy gracz Anderlechtu, nie leciał z drużyną z powodu kontuzji.

### Następstwa tragedii
Stworzono nową drużynę która, prowadzona przez Bwalya, stanęła w obliczu trudnego zadania jakim było dokończenie kwalifikacji do Mistrzostw Świata, a następnie przygotowanie do nadchodzącego miesiąc później Pucharu Narodów Afryki.
Odbudowana drużyna zmieniła kurs i, pokazując ofensywny styl gry, doszli do finału przeciwko Nigerii. Zambia objęła prowadzenie w pierwszej połowie, jednak Super Orły szybko wyrównały i doprowadziły do zwycięstwa w drugiej połowie. Pomimo przegranej piłkarze Zambii wrócili do kraju jako bohaterowie.
Reprezentacja Zambii sprawiła prawdziwą sensację na kontynencie afrykańskim w 2012, zdobywając po raz pierwszy w historii 1. miejsce w Pucharze Narodów Afryki. Turniej ten odbywał się w Gwinei Równikowej i Gabonie, a finał rozegrano w Libreville, co miało dla Zambijczyków ogromne znaczenie symboliczne.

### Lista piłkarzy, którzy zginęli
- Efford Chabala (bramkarz)
- John Soko (obrońca)
- Whiteson Changwe (obrońca)
- Robert Watiyakeni (obrońca)
- Eston Mulenga (pomocnik)
- Derby Makinka (pomocnik)
- Moses Chikwalakwala (pomocnik)
- Wisdom Mumba Chansa (pomocnik)
- Kelvin "Malaza" Mutale (napastnik)
- Timothy Mwitwa (napastnik)
- Numba Mwila (pomocnik)
- Richard Mwanza (bramkarz)
- Samuel Chomba (obrońca)
- Moses Masuwa (napastnik)
- Kenan Simambe (obrońca)
- Godfrey Kangwa (pomocnik)
- Winter Mumba (obrońca)
- Patrick "Bomber" Banda (napastnik)

Wśród ofiar znajdowali się także kierownicy drużyny narodowej Godfrey "Ucar" Chitalu i Alex Chola.

## Selekcjonerzy
- 2000-01  Jan Brouwer
- 2002  Raoul Poulsen
- 2002-03  Patrick Phiri
- 2003-06  Kalusha Bwalya
- 2006-08  Patrick Phiri
- 2008-10  Hervé Renard
- 2010-11  Dario Bonetti
- 2011-13  Hervé Renard
- 2013-14  Patrice Beaumelle
- 2014-15  Honour Janza
- 2015-16  George Lwandamina
- od 2016  Wedson Nyirenda